# Strada statale 306 Casolana Riolese
La ex strada statale 306 Casolana Riolese (SS 306), ora strada provinciale 306 R Casolana Riolese (SP 306 R) in Emilia-Romagna e strada provinciale 306 Casolana-Riolese (SP 306) in Toscana, è una strada provinciale italiana che collega la pianura Padana con la Romagna toscana.

## Percorso
La strada ha origine dalla strada statale 9 Via Emilia nei pressi di Castel Bolognese e punta subito in direzione sud-ovest, risalendo il percorso del torrente Senio. Durante il suo percorso raggiunge Riolo Terme e Casola Valsenio prima di entrare in Toscana: qui attraversa Palazzuolo sul Senio (dove si innesta la ex strada statale 477 dell'Alpe di Casaglia) per deviare poi verso sud-est in direzione di Marradi dove la strada si innesta a sua volta sulla ex strada statale 302 Brisighellese Ravennate.
In seguito al decreto legislativo n. 112 del 1998, dal 2001 la gestione del tratto romagnolo è passata dall'ANAS alla Regione Emilia-Romagna, che ha provveduto al trasferimento dell'infrastruttura al demanio della Provincia di Ravenna; la gestione del tratto toscano è passata alla Regione Toscana che ha provveduto al trasferimento dell'infrastruttura al demanio della Provincia di Firenze.